# Martigny (Valais)
Martigny (en alemán Martinach, en latín Forum Claudii Valensium) es una ciudad y comuna suiza del cantón del Valais, capital del distrito de Martigny. Martigny es la tercera ciudad del cantón después de Sion y Sierre.

## Geografía
La ciudad de Martigny se encuentra situada en un codo del Ródano, en el cruce de los ejes viales del Gran San Bernardo y el Simplónn. La comuna limita geográficamente al norte con las comunas de Dorénaz y Fully, al noreste con Charrat, al sureste con Vollèges, al sur con Bovernier y Martigny-Combe, y al oeste con Salvan y Vernayaz.

## Historia
Oppidum o vicus de la tribu celta de los veragros, conocida bajo el nombre de octodure, fue el escenario de la batalla de Octodure en los años 57-56 a. C. entre la duodécima legión romana, comandada por Servius Galba, y los veragros, aliados de los sedunos y los nantuates.
La región fue incorporada al Imperio romano. Claudio I fundó en el año 47 una villa romana, el Forum Claudii Augusti, rápidamente renombrado como Forum Claudii Vallensium, para evitar la confusión con la villa de Aime, llamada de la misma manera. Martigny fue la capital de la región hasta el desplazamiento de la sede episcopal a Sion en el siglo VI.
Además de las muchas ruinas romanas, como el anfiteatro de Martigny, en buen estado de conservación, la villa alberga una galería importante, la Fundación Pierre Gianadda, de influencia internacional, y el castillo de la Bâtiaz, construido en el siglo XIII y cuyo principal maestro de obra fue sin duda el obispo de Sion, Landry de Mont.

### Museos
- La Fundación Pierre Gianadda, que cuenta con:
  - Museo Galo-Romano;
  - Museo del Automóvil;
  - Exposiciones, parque exterior de esculturas;
  - Colección Louis y Evelyn Franck;
  - El antiguo arsenal.
- El Museo de Ciencias de la Tierra (Fundación Tissières).  Este museo cuenta con exposiciones sobre Ciencias de la Tierra. Se pueden visitar tes plantas de exposiciones:
  - el sótano, donde se restauró una mina de tamaño natural. Los visitantes pasean por una galería que cuenta la historia de la minería en el Valais y que exhibe herramientas antiguas;
  - la primera planta, que muestra una colección de cristales, la mayor parte proveniente de los Alpes;
  - lla segunda planta de exposiciones temporales.
- Museo y perros de san bernardo: obras de arte y documentos que narran la historia de la raza san bernardo, y perrera  de la fundación Barry.
- Fundación Louis Moret: presenta exposiciones de arte contemporáneo, organiza conferencias y reuniones y anualmente acoge una temporada musical.
- Manoir de Ville - Galería de exposiciones.
- Fundación André Guex-Joris: investigación, salvaguarda, conservación y puesta en valor de todo documento sonoro, musical o hablado.
- Museo de Plan-Cerisier (en la comuna de Martigny-Combe): el más pequeño mayen de Suiza, expune artículos tradicionales.
- El molino Semblanet: representa a la perfección el tipo del gran molino que apareció en Europa en el siglo XVIII.
- La sección de la Mediateca Valais que preserva le patrimonio audiovisual valesano.

## Transportes
Ferrocarril
Existe una estación en el norte de la ciudad donde confluyen diferentes redes ferroviarias y desde allí parten trenes con destinos regionales y nacionales. 

## Ciudades hermanadas
- Vaison-la-Romaine.
- Sursee.